# Větrný mlýn

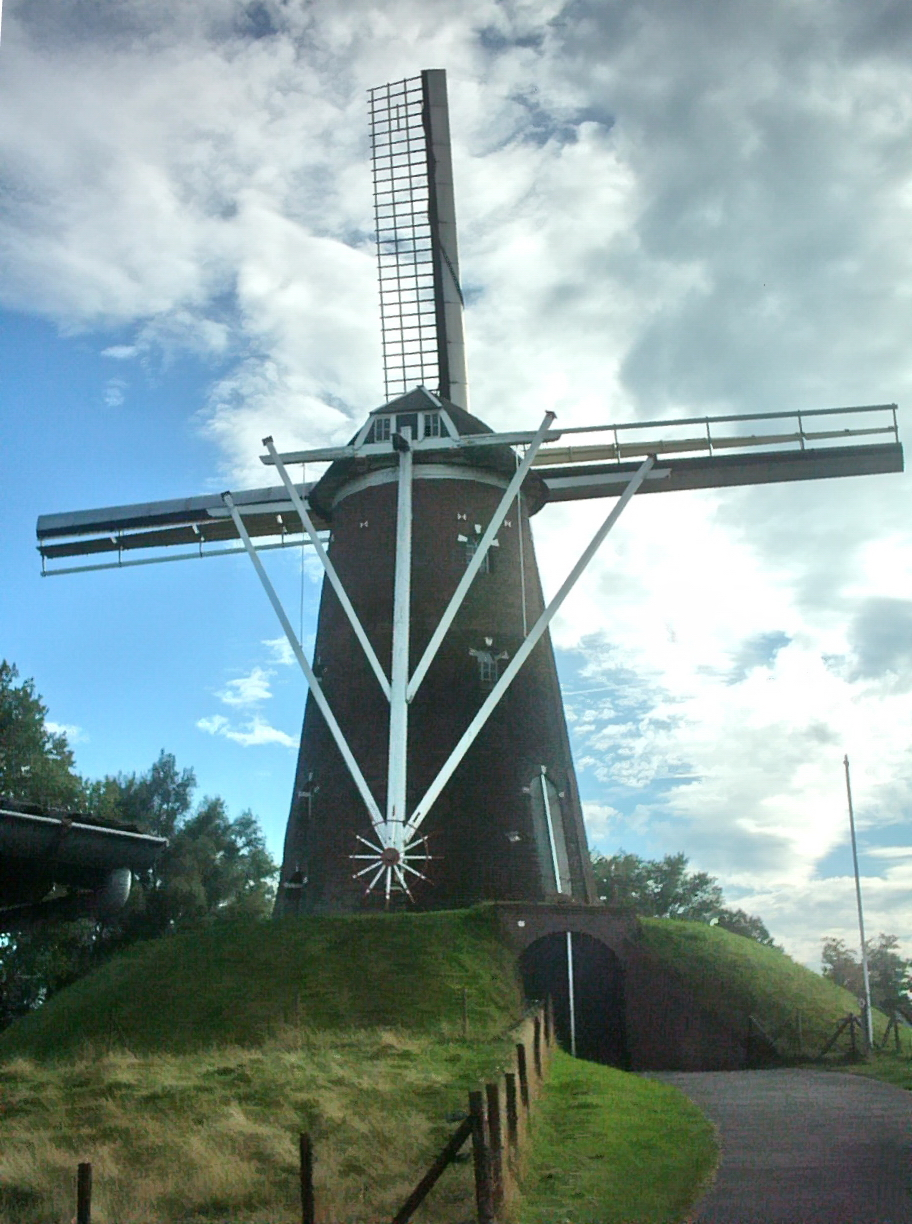
Větrný mlýn v Nizozemsku

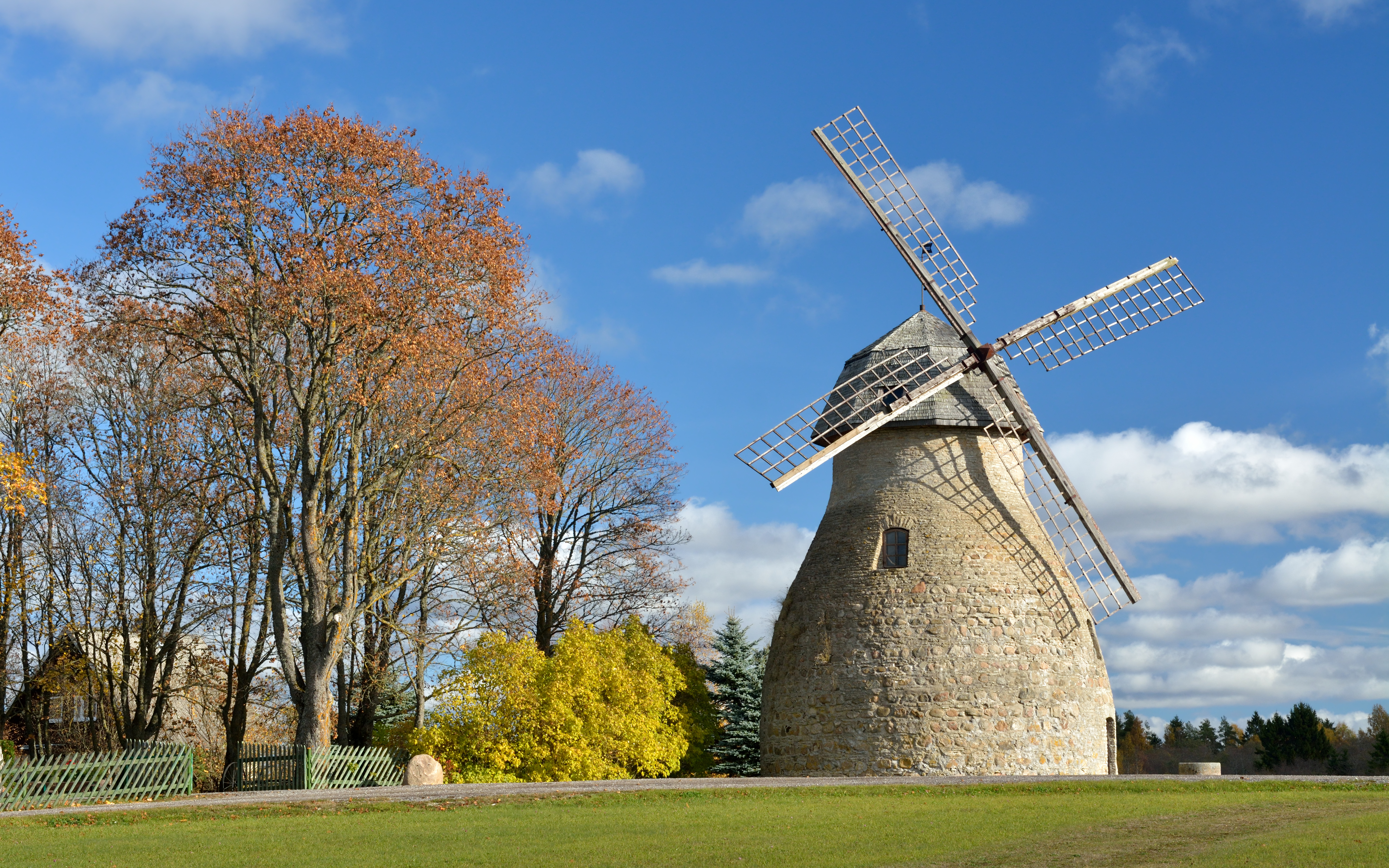
Větrný mlýn v Estonsku

Větrný mlýn je mlýn, jehož stroj je poháněn větrnou turbína, která dokáže přeměňovat větrnou energii na kinetickou energii. V mnoha zemích světa se používal k mletí mouky, ale mohly být využívány i na pohon jiných strojů, například vodní pumpy. V Česku jsou větrné mlýny obvyklejší na Moravě (v Čechách byly hojnější mlýny vodní, které byly energeticky výhodnější a umožňovaly semlít až pětinásobek obilí za stejnou dobu). V současnosti jsou větrné mlýny typické pro Nizozemsko, kde jsou uchovávány spíše z tradičních důvodů. Základní princip fungování větrného mlýnu převzaly větrné elektrárny.

## Historie
První zmínka o větrných mlýnech spadá do 1. století n. l. Hérón Alexandrijský v té době pravděpodobně zaznamenal historicky první užití větrného mlýna. Vertikální větrné mlýny se poprvé používaly ve východní Persii. Dnes běžně používané horizontální větrné mlýny byly vynalezeny v severovýchodní Evropě kolem roku 1180. Větrný mlýn Příčovy je největší v Evropě.

## Typy větrných mlýnů
V Česku se vyskytují dva základní typy větrných mlýnů: mlýn sloupový a mlýn holandský. Mimo to je v Česku ještě množství mlýnků a větrných motorů různých konstrukcí.

### Mlýn sloupový
Mlýn sloupový (nebo také německý) je dřevěný mlýn, který se celý natáčí proti směru větru podle svislé osy, tvořené pevným dřevěným sloupem.

### Mlýn holandský
Mlýn holandský je pevná, v Česku většinou zděná stavba na kruhovém půdoryse, kde se natáčí s vrtulí pouze střecha.

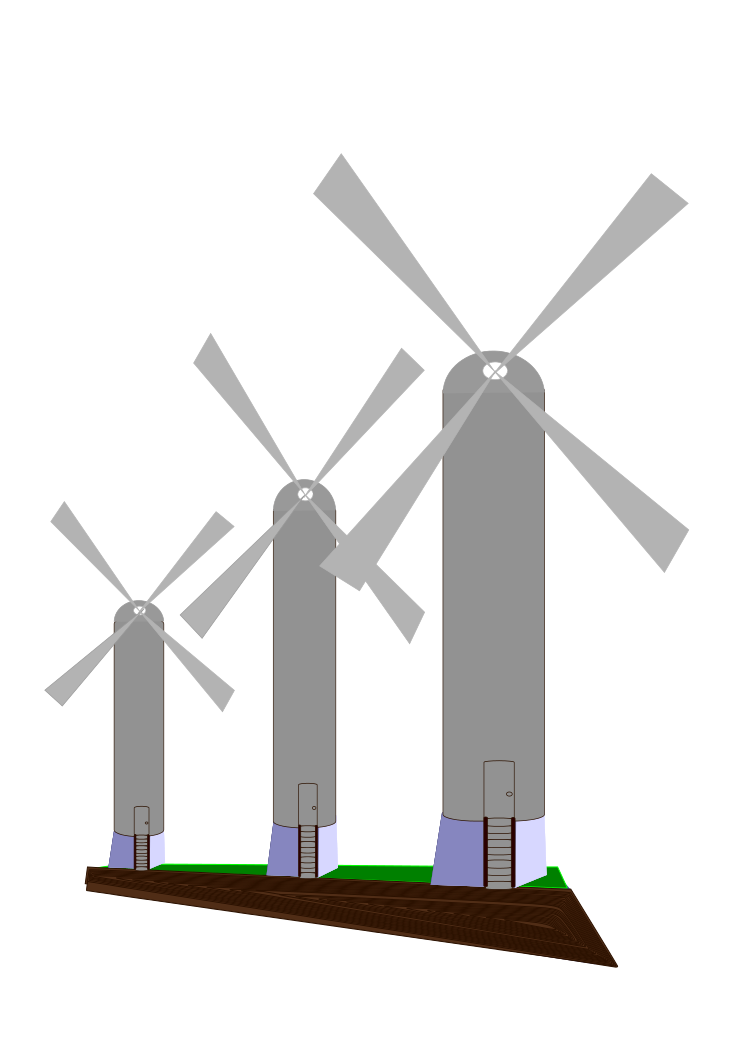

## Větrné mlýny v současnosti
Technologie větrných mlýnů je už dávno překonaná, ke mletí se v současnosti převážně používají mlýny poháněné elektřinou. Avšak některé konstrukční rysy větrných mlýnů jsou dnes používány ve větrných elektrárnách a umožnily vznik větrné energetiky. Moderní větrné generátory mohou dosahovat výkonu až 6 MW.